# حاجی‌آباد یاراحمدی
حاجی‌آباد یاراحمدی، روستایی از توابع بخش سیلاخور شهرستان دورود در استان لرستان ایران است.
اکثریت اهالی این روستا از تیره ساکی (باجولوند)[یارمه]
می‌باشند.

## جمعیت
این روستا در دهستان چالانچولان قرار دارد و بر اساس سرشماری مرکز آمار ایران در سال ۱۳۸۵، جمعیت آن ۴۷۶ نفر (۱۲۲خانوار) بوده‌است.